# Pomník mistra Jana Husa (Husovy sady)
Pomník mistra Jana Husa od Karla Pokorného a Aloise Wachsmanna stojí v Husových sadech v pražských Košířích.
Betonový reliéf Husovy tváře, jehož autorem je Karel Pokorný (mj. žák Josefa V. Myslbeka), stojí na žulovém hranolovém pylonu, který vytvořil Alois Wachsmann. K odhalení pomníku došlo v roce 1927. V současnosti má objekt status kulturní památky; do státního seznamu byl zapsán v roce 1964.

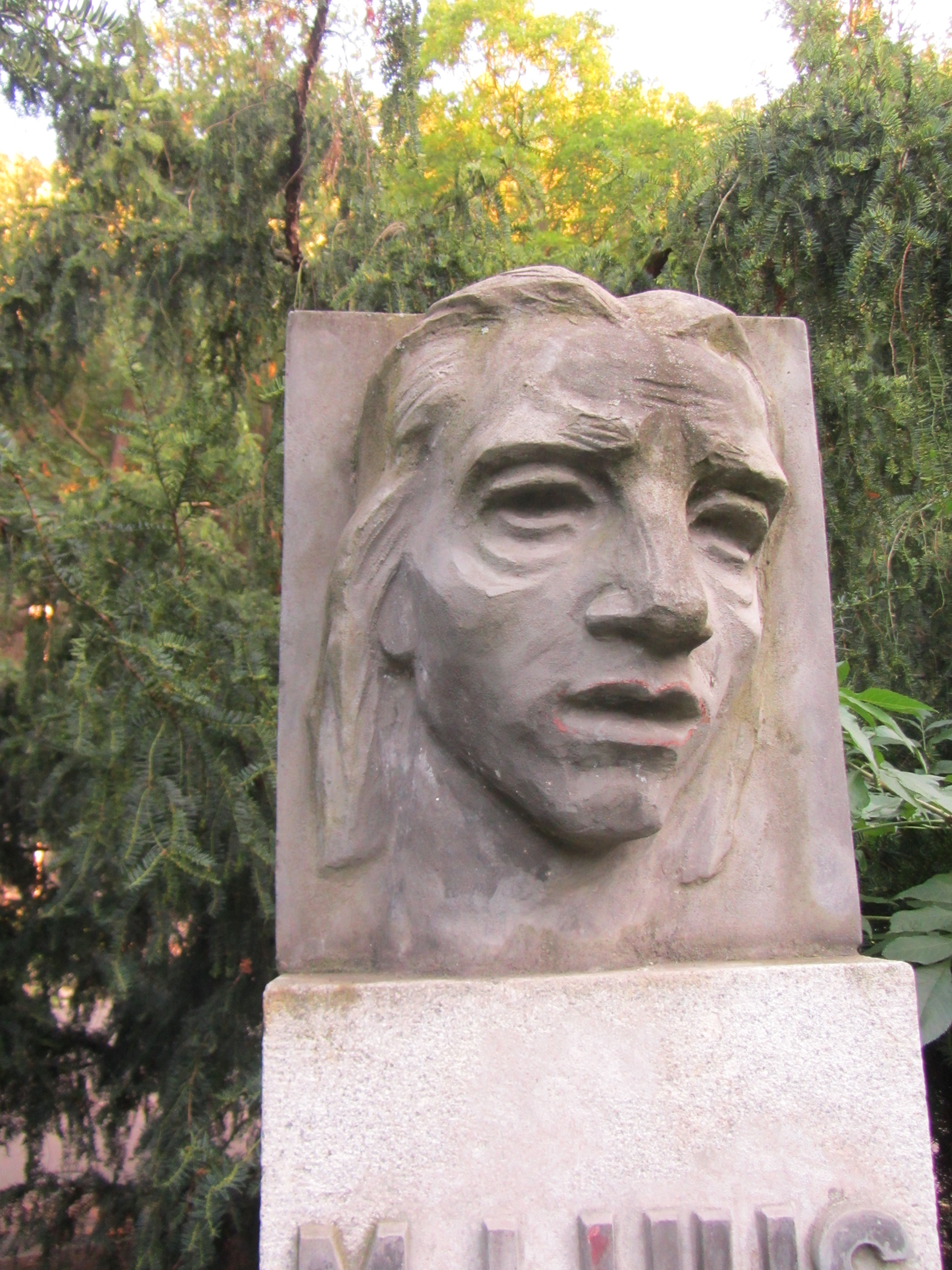
Detail reliéfu

Na hranolu je nápis „M.J. HUS“ a citát „PRAVDY KAŽDÉMU PŘEJTE.“ Zadní strana pomníku pak nese letopočet jeho vzniku. Podobizna Husa má expresivní podobu. Hus má delší vlasy a strhané rysy postaršího muže. Provedení se tak částečně vymyká běžnému historizujícímu provedení, které lze spatřit na jiných pomnících Jana Husa, kde je Hus obvykle zpodobňován s vousem, kudrnatými vlasy a má ostré rysy (např. Pomník mistra Jana Husa v Jičíně).